# Women
Women – piosenka zespołu Def Leppard, wydana w 1987 roku jako singel promujący album Hysteria.
Piosenka powstała z inicjatywy producenta Roberta Johna Lange'a, który zaproponował stworzenie utworu wychwalającego kobiety. Według Ricka Savage'a pierwotny pomysł przypominał piosenkę pop, trwającą trzy minuty, a także mającą wyraźne zwrotki i refren. W trakcie nagrań zmodyfikowano utwór, m.in. poprzez dodanie gitarowego solo, czyniąc w ten sposób utwór najbardziej agresywnym na albumie Hysteria.
Piosenka została wydana w formie singla w Stanach Zjednoczonych i Kanadzie (w formatach 7″, 12″ i CD), a także Australii (7″ i MC) i Japonii (7″). Był to pierwszy wydany w Stanach Zjednoczonych singel promującym album Hysteria. W niektórych formatach jako stronę B zamieszczono utwór „Tear It Down”, a w niektórych – zedytowaną wersję „Women”, kończącą się na ostatnim gitarowym solo i krótszą od oryginału o prawie minutę. Zdaniem zespołu „Women” został wydany w formie singla, aby poinformować o powrocie fanów cięższych albumów Def Leppard, takich jak High ’n’ Dry i Pyromania
Do piosenki zrealizowano teledysk w reżyserii Jeana Pellerina i Douga Freela. Został on nakręcony w lipcu 1987 w Amsterdamie. Na potrzeby klipu został stworzony komiks pt. „Def Leppard & The Women of Doom”.
Utwór zajął 7. miejsce na liście Mainstream Rock Tracks, 80. w zestawieniu Hot 100 oraz 100. na australijskiej liście AMR.

## Twórcy
- Joe Elliott – wokal
- Steve Clark – gitary
- Phil Collen – gitary
- Rick Savage – gitara basowa
- Rick Allen – perkusja